# جيفري دي هافيلاند
النقيب السير جيفري دي هافيلاند (بالإنجليزية: Geoffrey de Havilland)‏ (مواليد 27 يوليو 1882 - الوفاة 21 مايو 1965)، أسس وترأس شركة شركة دي هافيلاند للطائرات رائد الطيران ومهندس طائرات بريطاني. تعتبر قاذفة القنابل التي بناها من طراز موسكيتو من أكثر الطائرات الحربية تنوعا وشيوعا على الإطلاق.

## روابط خارجية
- جيفري دي هافيلاند على موقع الموسوعة البريطانية (الإنجليزية)
- جيفري دي هافيلاند على موقع مونزينجر (الألمانية)